# Pin de Alep
Pinul de Alep, (pinus halepensis) este un pin originar din regiunea mediteraneeană. Arealul său se întinde din Maroc, Algeria și Spania spre nord până la sudul Franței, Italia, Croația, Muntenegru, Albania și către est spre Grecia, în întreaga Malta și nordul Tunisiei, cu o populație periferică (unde a fost descrisă de prima dată) în Siria, Liban , sudul Turciei, Iordania, Israel și teritoriile palestiniene.

## Habitat
Pinul de Alep se găsește în general la altitudini joase, în mare parte de la nivelul mării până la 200 m, dar poate crește și la 1.000 m în sudul Spaniei, la peste 1200 m în Creta și la 1.700 m  în sud Mediteranului, în Maroc, Algeria și Tunisia. Această plantă este capabilă să colonizeze rapid zonele deschise și abrupte. Poate crește pe toate substraturile și aproape în toate bioclimatele din Marea Mediterană.

## Descriere
Pinul de Alep este un copac de mărime mică sau medie, cu 15-25 m de înălțime, cu un diametru al trunchiului de până la 60 cm, în mod excepțional până la 1 m. Scoarța este roșu-portocalie, groasă și adânc fisurată la baza trunchiului și subțire și cu solzi pe partea superioară. Frunzele sunt foarte subțiri, cu lungimea de 6-12 cm, de culoare verde-gălbui, și produse în perechi (rareori în trei). Conurile sunt înguste, de 5-12 cm lungime și cu 2-3 cm de lățime la bază atunci când sunt închise, verde la început, maturând devin lucioase de culoare roșu-brun, la vârsta de 24 de luni. Acestea se deschid încet în câțiva ani, un proces care se intensifică dacă sunt expuși la căldură, cum ar fi incendiile forestiere. Conurile se deschid la 5-8 cm lățime pentru a permite semințelor să se disperseze. Semințele sunt de 5-6 mm lungime, cu o aripă de 20 mm, și sunt dispersate de vânt.

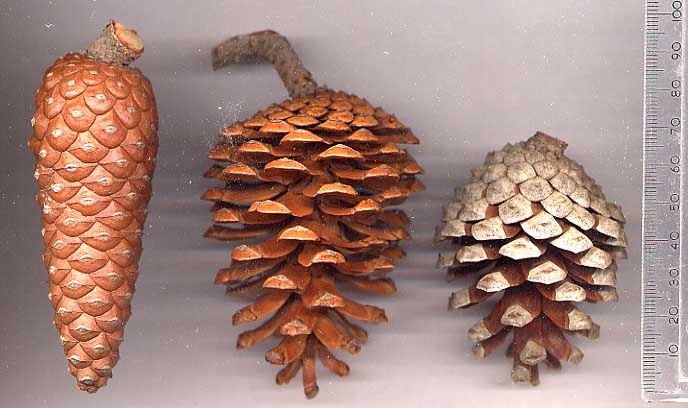
Conurile.
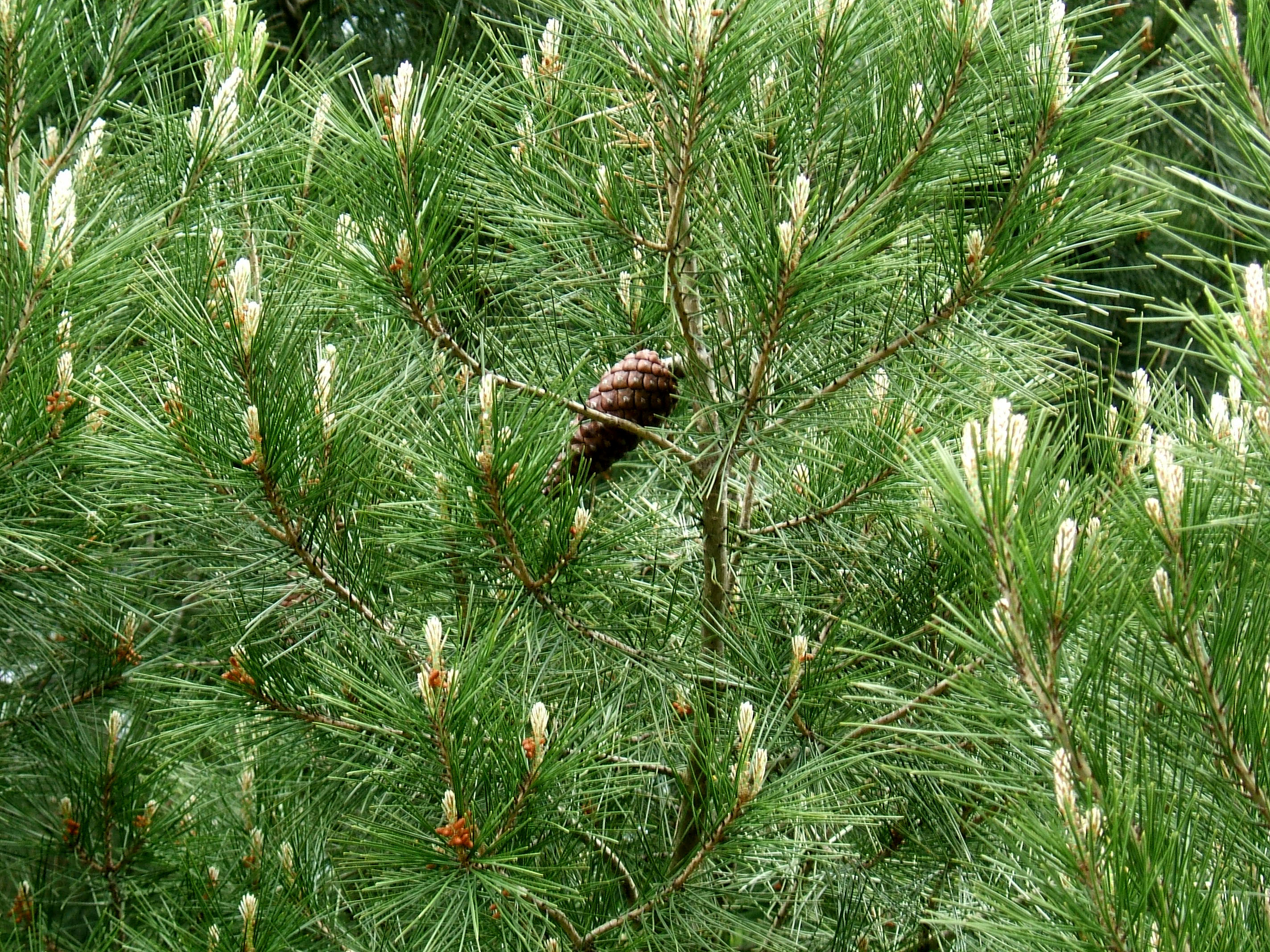
Frunzele.
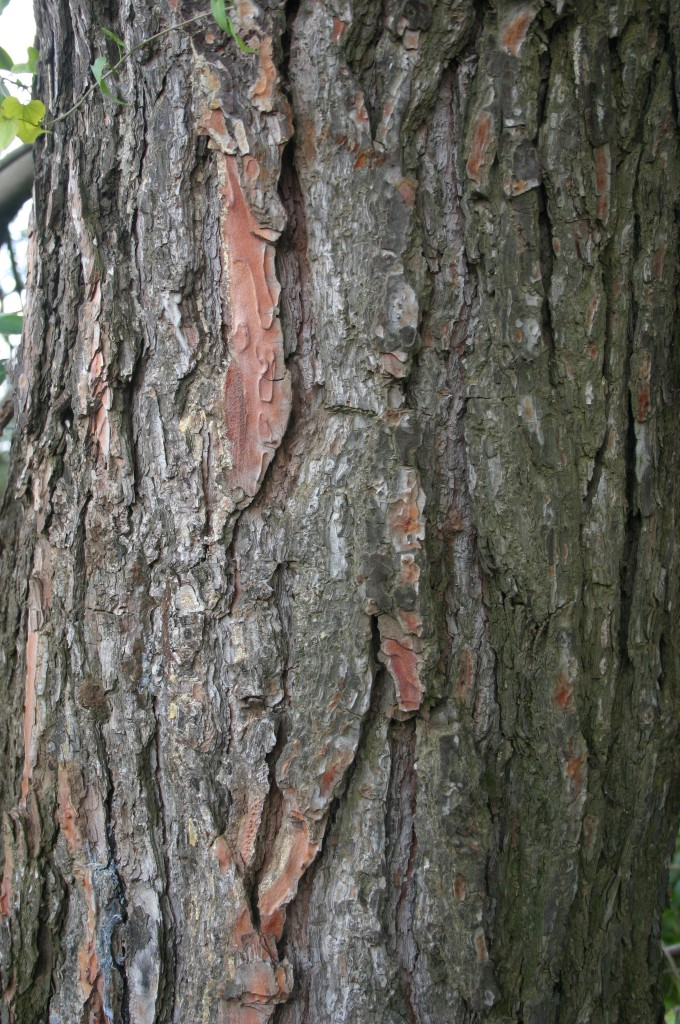
Trunchiul.
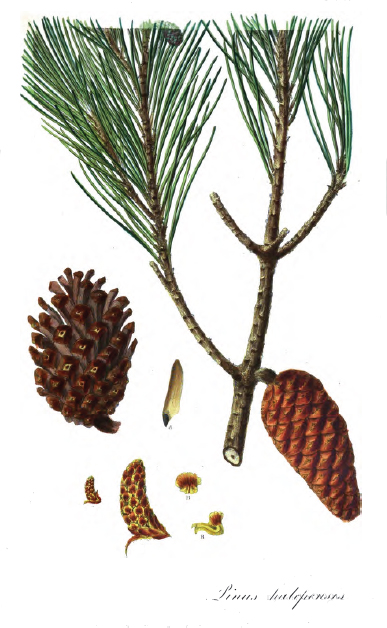
Planta în Description of the Genus Pinus a lui Lambert.
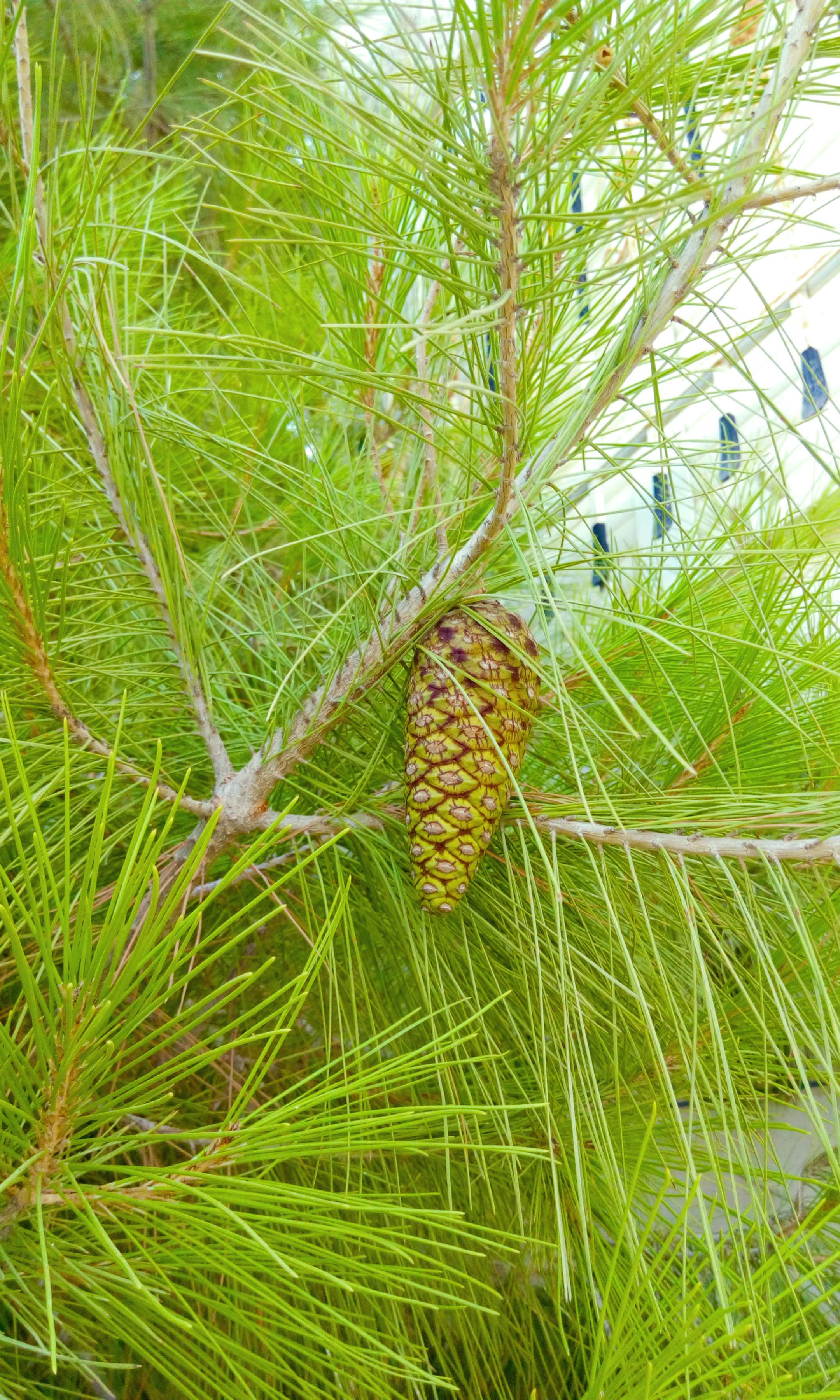
Conul unui pin de Alep Hebron, Palestina.
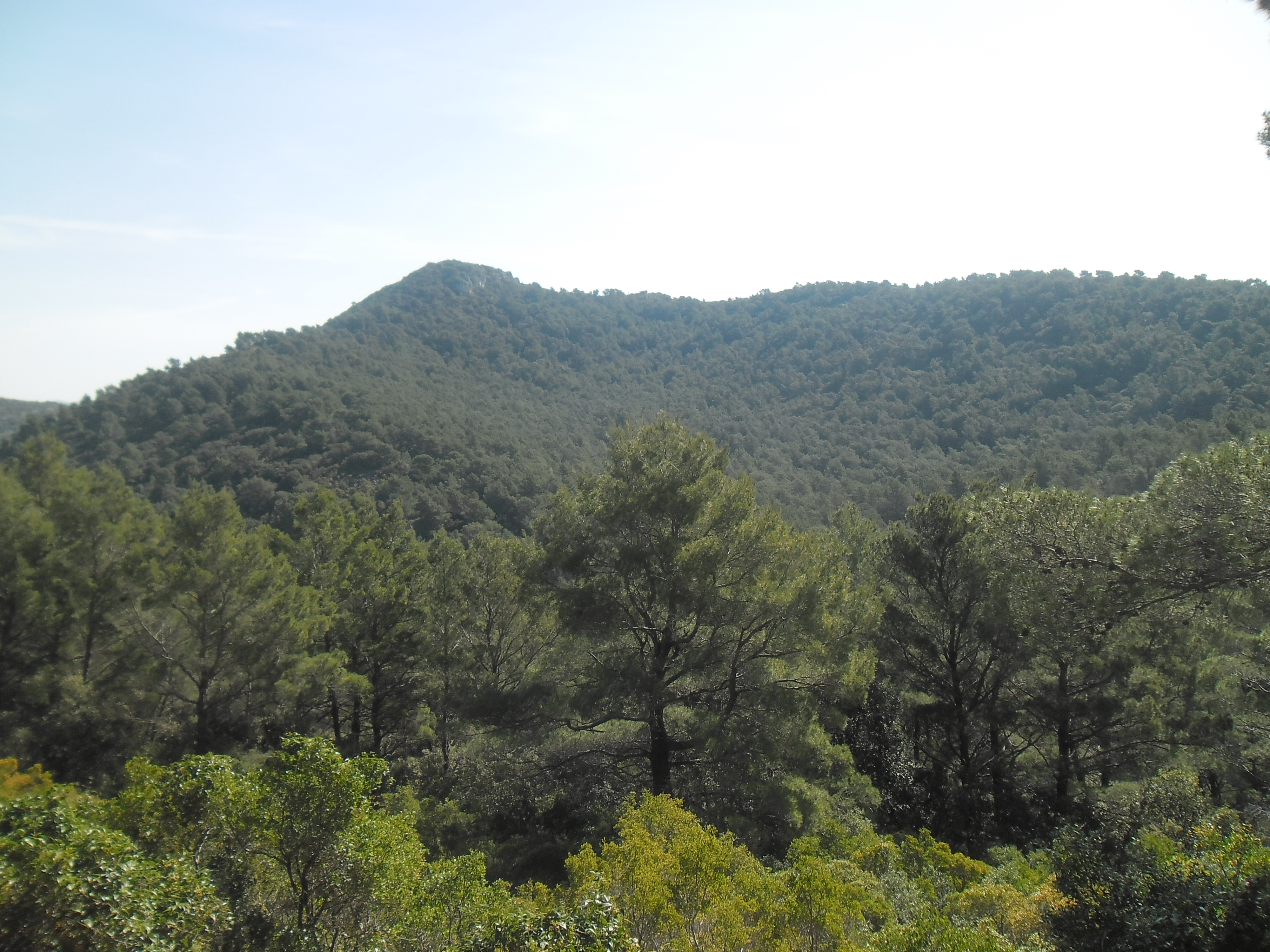
O pădure de pini de Alep.
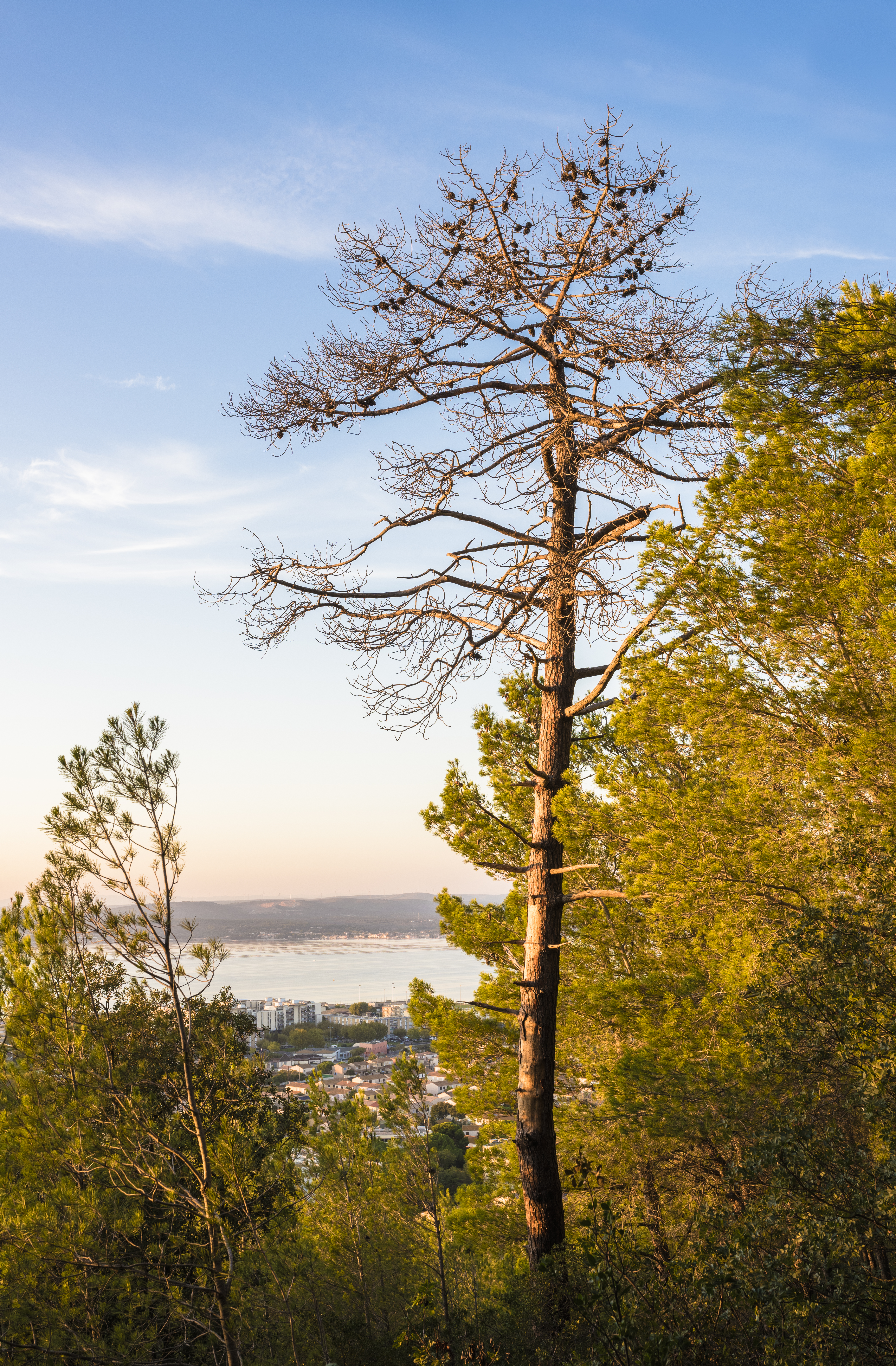
Un pin de Alep mort lângă Étang de Thau.
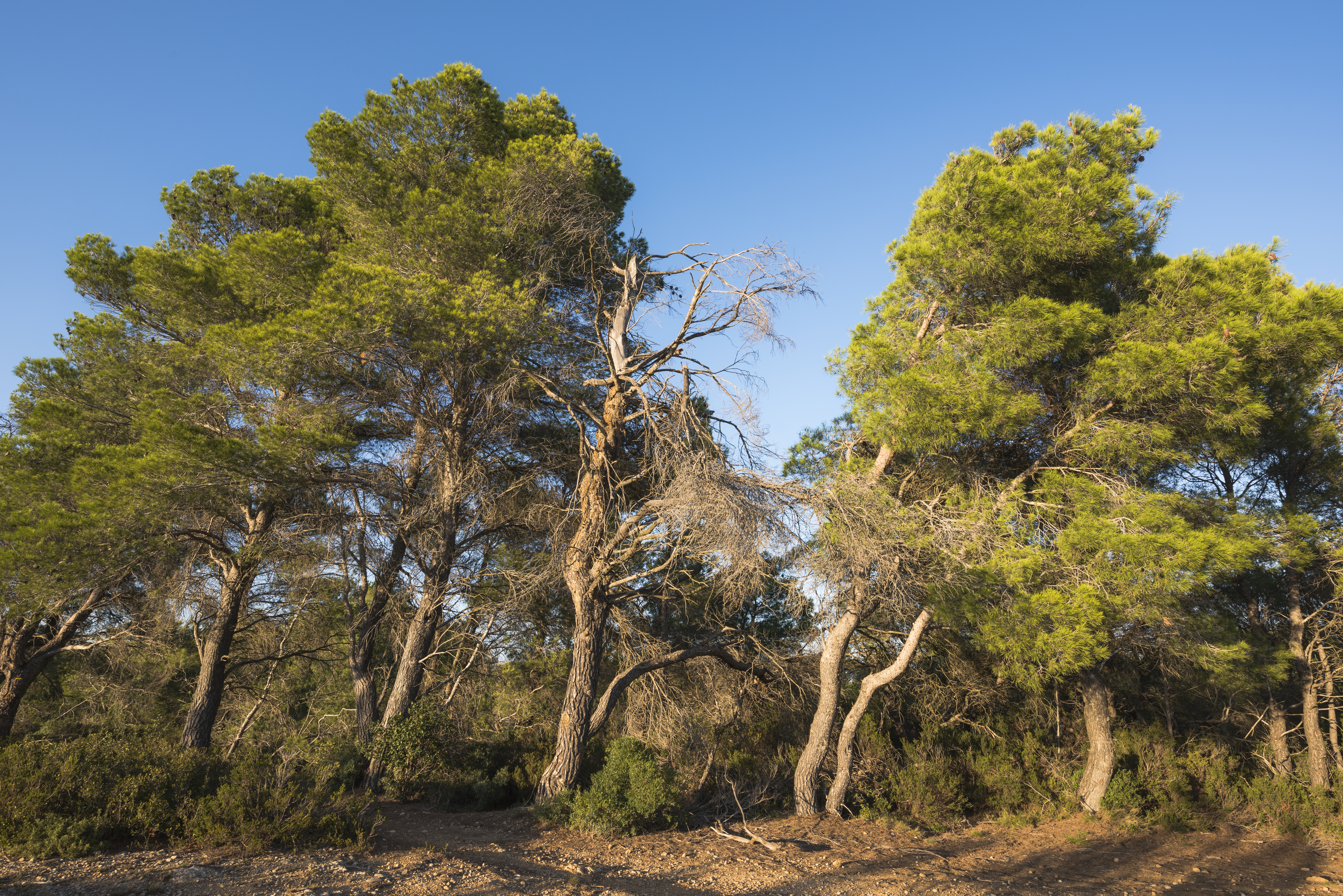
Niște pini de Alep în Pinet, Franța.

## Folosință
Rășina pinului de Alep este folosită pentru a aroma vinul grecesc retsina.
Din nucile din această plantă se face o budincă numită asidet zgougou în Tunisia; este servită în boluri, acoperite cu cremă, migdale și bomboane mici.
Pinii de Alep sunt folosite pentru bonsai.